# Demashita! Powerpuff Girls Z
Powerpuff Girls Z (Nhật: 出ましたっ！パワパフガールズZ Hepburn: Demashita! Pawapafu Gāruzu Zetto, n.đ. Họ đã tới! Powerpuff Girls Z) là loạt anime ma pháp thiếu nữ được đạo diễn bởi Ishiguro Megumu, kể về những cô gái có sức mạnh phi thường dựa trên loạt phim hoạt hình Mỹ The Powerpuff Girls. Anime được đồng sản xuất bởi Cartoon Network Nhật Bản, Aniplex và Toei Animation, thiết kế nhân vật bởi Shimogasa Miho. Khi công việc sản xuất bắt đầu ở Nhật Bản, Craig McCracken, tác giả của The Powerpuff Girls không trực tiếp tham gia vào dự án.
Loạt 52 tập phim được phát sóng tại Nhật Bản trên TV Tokyo từ 1 tháng 7 năm 2006 đến 30 tháng 6 năm 2007. Phim cũng được phát sóng trên kênh AT-X và Cartoon Network của Nhật Bản. Phiên bản tiếng Anh được sản xuất bởi Ocean Productions và phát sóng trên Cartoon Network ở Philippines cùng Boomerang ở Úc và New Zealand trong năm 2008. Một manga cùng tên gồm 12 chương bởi Komiyuno Shiho đã được đăng trên tạp chí Ribon của Shueisha từ tháng 7/2006 đến tháng 6/2007.

## Tóm tắt cốt truyện
Bộ phim có bối cảnh diễn ra ở Tokyo City (New Townsville trong bản lồng tiếng Anh). Để ngăn chặn một thảm họa sinh thái, con trai của Giáo sư Utonium - Kitazawa Ken, đã sử dụng hóa chất Z - một biến thể của hoá chất X do Giáo sư chế ra, để tiêu diệt một tảng băng trôi khổng lồ. Tuy nhiên, tác động của hoá chất Z đã tạo ra những tia màu đen và trắng trên bầu trời thành phố. Ba cô gái 13 tuổi bình thường - Akatsutsumi Momoko, Goutokuji Miyako và Matsubara Kaoru - bị tia trắng đánh trúng, biến họ thành Hyper Blossom, Rolling Bubbles và Powered Buttercup. Tuy nhiên, rất nhiều tia đen đã biến những người khác thành kẻ xấu, vì vậy Powerpuff Girls Z phải sử dụng siêu năng lực của mình để bảo vệ Tokyo City khỏi các nhân vật phản diện như Mojo Jojo, Fuzzy Lumpkins, Him,...

## Nhân vật chính

### Powerpuff Girls Z
Akatsutsumi Momoko (赤堤 ももこ) / Hyper Blossom (ハイパー・ブロッサム Haipā Burossamu)
Lồng tiếng: Emiri Katou (tiếng Nhật), Nicole Bouma (tiếng Anh) Võ Huyền Chi (tiếng Việt)
Là nhóm trưởng cũng như thành viên đầu tiên của Powerpuff Girls Z với tóc cam, mắt hồng và đeo nơ đỏ. Vũ khí biểu trưng cho cô là một cái yoyo, nhưng cô có thể sử dụng chiếc nơ của mình làm vũ khí nếu không có yoyo. Giống như bản gốc, cô tự nhận mình là thủ lĩnh của nhóm. Tuy nhiên, cô cực kì hậu đậu và có chút mê trai. Momoko là người đầu tiên gặp Mojo Jojo ở công viên sau khi mua kẹo. Nếu không được ăn đồ ngọt trong một thời gian dài, cô có thể trở nên rất cáu kỉnh, nhưng cô đang tập làm quen với điều đó. Tuy hay bị phân tâm và thường được biết đến là một người hay mè nheo, Momoko đã gắng hết sức để bảo vệ Tokyo City, dẫn dắt các cô gái, và giúp đỡ bạn bè của mình bất kể hoàn cảnh. Trong một tập phim, khi Momoko không thể biến hình, cô đã cố gắng chiến đấu cùng Miyako và Kaoru trong khi đeo một chiếc mặt nạ anh hùng sentai. Khi cần, cô còn rất thông minh và láu cá, thường là người đầu tiên đưa ra kế hoạch để lừa hoặc đánh bại con quái vật mà các cô gái đang gặp rắc rối với. Cô có một người em gái tên Kuriko. Momoko dự định sẽ kết hôn trong tương lai. Trái tim và hồng (trong bản lồng tiếng Anh là đỏ) lần lượt là biểu tượng và màu chủ đề của cô.
Goutokuji Miyako (豪徳寺 みやこ Gōtokuji Miyako) / Rolling Bubbles (ローリング・バブルス Rōringu Baburusu)
Lồng tiếng: Nami Miyahara (tiếng Nhật), Maryke Hendrikse (tiếng Anh) Tuyết Nhung (tiếng Việt)
Là thành viên thứ hai của Powerpuff Girls Z với tóc vàng, mắt cùng kẹp tóc màu xanh dương và gậy bong bóng làm vũ khí biểu trưng. So với bản gốc, thường được biết đến là thành viên trẻ con nhất nhóm, Miyako tương đối trưởng thành và đóng vai trò người hoà giải trong nhiều tình huống. Cô rất lịch sự, thường dùng kính ngữ khi gọi tên người khác và kết thúc tất cả các câu nói của mình với "desu wa". Tuy nhiên, cô lại là người đãng trí nhất nhóm và có vẻ không hoàn toàn hiểu rõ sức mạnh của mình. Cô quan tâm nhiều đến việc mua sắm, ngoại hình và các bộ đồ của mình, và có lẽ chính điều này đã giúp cô trở nên nổi tiếng với các bạn nam cùng lớp và được nhiều nam sinh thích. Tuy nhiên, cô đã có crush - Takaaki, người mà cô đã cảm nắng từ khi mới sáu tuổi. Miyako là dạng người nhân hậu, dịu dàng và ngây thơ, có một tình yêu lớn với động vật và chú thú bông yêu thích của mình - Octi. Bong bóng và xanh dương lần lượt là biểu tượng và màu chủ đề của cô.
Matsubara Kaoru (松原 かおる) / Powered Buttercup (パワード・バターカップ Pawādo Batākappu)
Lồng tiếng: Machiko Kawana (tiếng Nhật), Kelly Metzger (tiếng Anh) Ốc Thanh Vân (tiếng Việt)
Là thành viên cuối cùng của Powerpuff Girls Z với tóc xám, mắt cùng đôi kẹp tóc màu xanh lá và búa làm vũ khí biểu trưng. Giống như bản gốc, Kaoru là một tomboy và nóng tính nhất nhóm. Ở trường, cô được biết đến là cô gái năng động nhất khi cô biết chơi tennis, tập võ, cùng nhiều hoạt động khác, và dành nhiều thời gian xem thể thao trên TV. Cô đặc biệt giỏi bóng đá nhờ lòng quyết tâm được củng cố sau khi được nhận một đôi giày đá bóng mới khi cô còn nhỏ. Đây có thể là một phần lí do cô có rất nhiều fan nữ, dù cô không thích điều đó. Cô ghét những thứ nữ tính, đặc biệt là các loại váy, khiến việc mặc đồng phục Powerpuff khá là ngượng. Lối ăn nói của cô cứng rắn và nam tính, và cô hiếm khi sử dụng kính ngữ khi giao tiếp. Tuy nhiên, ẩn dưới vẻ ngoài cứng nhắc ấy là một trái tim nhân hậu và khiếu hài hước tuyệt vời. Kaoru sống cùng bố mẹ và hai anh em trai, với bố là đô vật đeo mặt nạ chuyên nghiệp. Ngôi sao và xanh lá lần lượt là biểu tượng và màu chủ đề của cô.

## Nhân vật phụ

### Đồng minh
Giáo sư Utonium (ユートニウム博士 Yūtoniumu-Hakase)
Lồng tiếng: Taiten Kusunoki (tiếng Nhật), Louis Chirillo (tiếng Anh) Chánh Tín (tiếng Việt)
Ông có một cậu con trai tên Kitazawa Ken, người chịu trách nhiệm cho tất cả những ai bị ảnh hưởng bởi tia Z, đặc biệt là Powerpuff Girls Z. Giáo sư Utonium ban đầu thí nghiệm với Chất X và cố tìm cách thay đổi tính chất hoá học của nó. Ông đã tạo ra khá nhiều phát minh trong suốt loạt phim, quan trọng nhất là máy thu hồi Chất Z, cho phép ông biến tất cả những người bị ảnh hưởng bởi ánh sáng trở lại bình thường (dù nó không ngăn chặn biến đổi định kỳ và cũng không có tác dụng trên tất cả những nạn nhân bị trúng tia đen). Dường như ông nhận ra việc không có một người mẹ đã ảnh hưởng đến Ken như thế nào, cho rằng nó đã khiến cậu bắt nạt các cô gái. Tuy nhiên, điều này không khiến thái độ của ông đối với cậu thay đổi. Ông có vẻ cũng là một người cha dịu dàng như Giáo sư Utonium bản gốc. Ông coi các cô gái như thành viên trong gia đình và rất gần gũi với ngài Thị trưởng và cô Bellum. Tuy rất dịu dàng và nghiêm túc, Giáo sư Utonium đôi khi có thể sẽ hành động trẻ con hơn bình thường. Trong tập 37, khi Powerpuff Girls Z bị "cấm" sử dụng sức mạnh của mình trong một ngày để làm bài kiểm tra ở trường, Giáo sư Utonium đã thay thế họ. Ông mặc một khung xương trợ lực có gắn một khẩu súng laser và ba lô phản lực, tự gọi mình là "Giáo sư Puff Z" (điều này rất có thể dựa trên tập phim "Powerprof" trong bản hoạt hình Mỹ, trong đó ông cũng mặc một bộ đồ chiến đấu nhưng khiến các cô gái phát điên với những câu đùa nhàm chán khi tham chiến).
Kitazawa Ken (北沢 ケン)
Lồng tiếng: Makiko Ohmoto (tiếng Nhật), Cathy Weseluck (tiếng Anh) Ốc Thanh Vân (tiếng Việt)
Con trai tám tuổi của Giáo sư Utonium, người có một phần trách nhiệm trong việc biến các cô gái thành Powerpuff Girls Z và nhiều nhân vật khác thành phản diện với Chất Z. Vốn cậu dùng nó để kích nổ một tảng băng nhằm mục đích đưa thời tiết trở lại bình thường, nhưng tác động mạnh đã gây ra sự phát nổ của các tia sáng, ảnh hưởng đến tất cả những ai từng tiếp xúc với chúng. Dù nhỏ tuổi hơn PPGZ, cậu hành xử trưởng thành hơn rất nhiều và sự giáo dục cậu nhận từ bố được xem là tiên tiến hơn những gì các cô gái được học ở trường; bằng chứng là cậu đã có bằng Tiến sĩ khi còn rất trẻ.

#### Peach (ピーチ, Pīchi)
Lồng tiếng: Tomoko Kaneda (tiếng Nhật); Matt Hill (tập 1-37a), Simon Hill (37b-52) (tiếng Anh)
Peach là chú chó robot cưng của Ken và cũng bị ảnh hưởng bởi một tia Z màu trắng, từ đó có khả năng nói chuyện cũng như trí thông minh được nâng lên đáng kể. Khi Peach hét lên: "Powerpuff Girls, chúng tôi cần các bạn", sẽ có một tín hiệu truyền tới chỗ các cô gái (nếu các cô gái ở xa) hoặc các cô gái sẽ biến hình ngay lập tức (trường hợp họ ở khu vực phòng thí nghiệm). Ngoài ra, Peach có thể tái triệu tập quyền năng của các cô gái, ngay cả khi quyền năng của họ đã mất. Peach cũng có khả năng đánh hơi ra những người bị trúng tia màu đen, tia màu trắng, và các hạt màu đen của Him. Các quái vật hay nhân vật phản diện trúng tia đen được ngửi bởi Peach sẽ được lưu trữ trong dữ liệu phòng thí nghiệm để tham khảo sau này. Khả năng này sẽ bị cản trở nếu mục tiêu đang dùng mỹ phẩm (như trường hợp của Sedusa). Peach cũng có khả năng đánh hơi và xác định những người khác rõ ràng hơn so với những con chó khác, ngay cả khi xuất hiện một người nào đó đã được thay đổi hoàn toàn (ngoại trừ trường hợp Buttercup chải thẳng tóc và mặc váy, đeo trang sức, hoàn toàn nữ tính khiến Peach không nhận ra cho tới khi cô cất tiếng nói ở tập 44). Có một điều ít ai biết là Peach có thể nói chuyện với động vật (ví dụ như khi nói chuyện với chú mèo Sapphire).

#### Thị trưởng Mayer (メイヤー市長, Meiyā Shichō)
Lồng tiếng: Hideyuki Tanaka (tiếng Nhật), Alec Willows (tiếng Anh)
Thị trưởng của New Townsville, được tạo hình khác biệt so với phiên bản Mỹ; ông cao hơn, không đeo mắt kính cũng như đội mũ. Trong khi ít khắc nghiệt hơn so với thị trưởng của Townsville, Thị trưởng New Townsville khá trẻ con. Ông khá lo khi các cô gái đang chiến đấu, rằng họ có thể gây ra thiệt hại cho thị trấn. Thị trưởng, giống như tính cách của nhiều nhân vật trong phim, rất thích đồ ngọt (khác với phiên bản Mỹ khi ông thích ăn dưa chuột muối). Ngài Thị trưởng cũng có một em trai, là hiệu trưởng của trường. Nhờ em trai mà cô Bellum và Thị trưởng đã có thể sắp xếp lại các lớp học  sao cho 3 cô gái được chung lớp.

#### Sara Bellum (ミス・ベラム, Misu Beramu)
Lồng tiếng: Youko Kawanami (tiếng Nhật), Nicole Oliver (tiếng Anh)
Trợ lý của Thị trưởng, cô có mái tóc vàng khác so với bản gốc Mỹ là mái tóc cam. Thông thường, Sara che mặt mình với một chiếc máy tính bảng có in dấu son môi hoặc quay đi chỗ khác nên không một khán giả nào biết mặt cô, mặc áo không tay và chiếc váy ngắn màu đỏ.  Cô có thân hình cực chuẩn của một người mẫu, chỉ khác với phiên bản Mỹ ở cái cổ dài. Cô rất trung thành với Thị trưởng, và là người đặt ra quy luật cho Powerpuff Girls khi họ biến hình.

#### Cô Keane (キーン先生, Kīn-sensei)
Lồng tiếng: Tomoko Akiya (tiếng Nhật), Tebthia St. Germain (tiếng Anh)
Giáo viên của các cô gái, rất xinh đẹp và được yêu quý bởi những học sinh nam, vì vậy một số học sinh nữ không thích cô, đặc biệt là Shirogane Himeko. Cô Keane, như bản gốc, là một người tốt bụng và vô cùng kiên nhẫn (ví dụ như khi cô đã cố giữ Momoko, Miyako và Kaoru ở lại lớp dù họ đã đưa ra 1 đống lý do để ra ngoài; chỉ khi họ cho cô biết họ là Powerpuff Girls và cần đi cứu thành phố thì cô mới cho họ ra). Một điều ít ai để ý là cô Keane là người ngoài cuộc duy nhất biết danh tính thật sự của Powerpuff Girls và sợ sẽ bị đuổi khỏi thành phố nếu không cho họ ra ngoài.

#### Urawa Natsuki (浦和ナツキ)
Một nhân vật chỉ xuất hiện trong manga. Cậu là "người trong mộng" của Momoko và bạn thân của Kaoru. Cậu rất hâm mộ nhóm Powerpuff Girls Z, nhất là Blossom. Cậu có hàng tá cô gái hâm mộ ở trường nhưng không thích họ và gọi họ là lũ rắc rối (ngoại trừ Kaoru).

## Phản diện

### Mojo Jojo (モジョ・ジョジョ)
Lồng tiếng: Masashi Ebara (tiếng Nhật), Michael Dobson (tiếng Anh) Chơn Nhơn (tiếng Việt)
Là nhân vật phản diện đầu tiên xuất hiện trong phim, vốn là một chú khỉ trong sở thú bị bắt nạt và đã bị trúng tia hóa chất Z màu đen, vì vậy não hắn lồi ra, phải đội một cái mũ cao sọc tím để che đi. Trong những tập đầu, khi chưa biết chế tạo rô bốt thì Mojo có thể bay và tạo lốc xoáy bằng cách xoay người (tập 3). Sau đó, hắn tìm được một căn nhà ổ chuột trên phố và quyết định sẽ sống tại đó. Mojo đã xây một căn cứ bí mật dưới lòng căn nhà để chế tạo rô bốt ở đó. Hắn rất thích ăn trái cây, đặc biệt là chuối. Là người tạo ra Rowdyruff Boys. Khi nói thì thường thêm đuôi "mojo" ở cuối câu. Biểu tượng của hắn là nải chuối chín.

### Shirogane Himeko (白金姫子)
Lồng tiếng: Chigusa Ikeda (tiếng Nhật), Kelly Sheridan (tiếng Anh) Hồ Ngọc Hà (tiếng Việt)
Cô bị trúng tia Z màu đen khi vừa tìm thấy chú mèo Sapphire ở trong vườn. Do đang ôm chú mèo và tay đang cầm vào đuôi nó nên cô sẽ biến hình mỗi khi Sapphire hét lên. Quần áo thường ngày của Himeko là một chiếc váy dạ hội ngắn màu hồng tím với một viên ngọc sapphire ở ngực, thắt lưng ruy băng tím được buộc thành một cái nơ, đôi vớ trắng, đôi giày màu đỏ đậm và điểm đặc trưng là một cái vương miện nhỏ trên đầu với hai bím tóc to xoăn tít ở hai bên đầu. Mắt cô có màu đỏ với tròng hình ngôi sao, điểm đặc biệt của gia đình cô, dưới mỗi bên mắt là 3 nốt tàn nhang. Himeko với cô chị gái Shirogane Miko đầy tài năng đều rất ghét Powerpuff Girls Z vì họ nổi tiếng hơn mình. Thường ngày, cô nổi tiếng ở lớp phần lớn là vì giàu nhất trường, phần nhỏ là vì cô cũng khá xinh và phần nhỏ còn lại là vì cô cũng hơi thông minh một chút. Cô học cùng lớp với Powerpuff Girls Z, ngồi bàn đầu dãy 3 từ cửa lớp vào, hai bên là hai cô bạn thân hay xu nịnh. Khi biến hình, Himeko mang vớ đen, tóc xù hẳn lên và chuyển màu đỏ, còn mắt chuyển thành màu vàng. Biểu tượng của cô là chiếc vương miện màu vàng.

### Fuzzy Lumpkins (ファジー・ラムキンス, Fajī Ramukinsu)
Lồng tiếng: Shiro Saito (tiếng Nhật), Scott McNeil (tiếng Anh) Lê Mộng Hoàng (tiếng Việt)
Không khác bản Mỹ cho lắm về ngoại hình và tính cách. Hắn vẫn có bộ lông xù màu hồng, hai sợi râu nhô ra trên đỉnh đầu,  tai màu lục, mắt màu đỏ, mũi to màu tím và miệng có 2 chiếc răng nhô ra từ hàm dưới. Hắn mặc một cái áo liền quần màu lam và đi giày nâu. Fuzzy mê cô Bellum ngay từ cái nhìn đầu tiên và luôn có ý định bắt cóc cô. Hắn luôn nghĩ rằng Powerpuff Girls Z luôn cản trở việc làm của hắn nên rất ghét họ. Khi tức, Fuzzy tấn công thành phố bằng cách đập phá và in dấu bàn tay của hắn khắp mọi nơi, cốt để dụ và trả thù Powerpuff Girls Z. Biểu tượng của hắn là hình bàn tay màu tím có 4 ngón.

### Kintoki Sakurako (金時 桜子) / Sedusa (セデューサ, Sadūsa)
Lồng tiếng: Rumi Shishido (tiếng Nhật), Rebecca Shoichet (tiếng Anh)
Xuất hiện lần đầu vào tập phim mang tên cô. Trang phục thường ngày của cô là một bộ quần áo màu lam giản dị, tết tóc 2 bên và buộc đầu bằng một chiếc khăn màu lam trang trí bằng hoa anh đào và đeo kính, đi hài đen; tính cách hiền hòa, thân thiện và đôi khi hơi e dè. Một hôm, các Powerpuff Girls Z tới quán của cô ăn bánh bao, sau khi họ trò chuyện về người tình trong mơ của cô -  Jason thì cô Bellum tới uống trà như mọi hôm. Rồi Bellum đánh rơi túi đồ trang điểm, Sakurako giúp cô nhặt lên nhưng Bellum quên nhặt thỏi son. Khi Bellum và Powerpuff Girls Z đi khỏi thì Sakurako nhìn thấy thỏi son và định đem trả thì bị trúng tia hóa chất Z màu đen. Vì cầm thỏi son nên khi có vết son trên người thì cô sẽ biến hình và lấy tên là Sedusa. Khi biến hình, cô mặc áo và váy ngắn màu tím, thắt eo màu vàng trang trí kiểu da rắn, mắt chuyển sang màu vàng và bôi son choe choét, đi vớ cao tới nửa đùi màu nâu có viền vàng và đôi giày cao gót đỏ. Sedusa là một tên trộm đồ thời trang và son phấn ở các cửa hàng. Nhờ phấn trang điểm mà cô có thể cải trang thành bất cứ ai, kể cả khi cô mới gặp họ lần đầu. Cô còn có thể thôi miên con trai ở mọi lứa tuổi bằng "tuyệt chiêu quyến rũ" của mình.

### Rowdyruff Boys Z (ラウディラフボーイズ, Raudi Rafu Bōizu)
Xuất hiện lần đầu ở tập 20, Rowdyruff Boys là nhóm kẻ xấu tạo ra bởi tóc của Mojo Jojo, DNA của Powerpuff Girls Z (lấy từ ống hút của Blossom, bông ngoáy tai của Bubbles và chiếc tất bẩn của Buttercup) và Hóa chất Z lấy trộm ở phòng thí nghiệm. Thành viên trong nhóm bao gồm 3 người: Brick, Boomer và Butch. Các cậu bé này khác với trong bản Mỹ là thích chọc ghẹo Powerpuff Girls Z thay vì đánh nhau với họ (ví dụ như ăn trộm quần áo của các cô gái ở tập 42) và có tật xấu là hay ngoáy mũi. Họ cũng hay ghẹo Mojo thay vì trung thành với hắn và gọi Mojo là "Mama". Đồng phục của họ là áo khoác gió mang màu đặc trưng của họ với sọc đen vàng, một quần đen mang sọc vàng và một đôi giày patin màu trắng với bánh xe vàng có viền là màu tượng trưng của họ.

#### Brick (ブリック, Burikku)
Lồng tiếng: Reiko Kiuchi (tiếng Nhật), Alberto Ghisi (tiếng Anh)
Là nhóm trưởng của Rowdyruff Boys. Cậu có tóc màu cam như Blossom, mặc đồng phục màu đỏ và đội một cái mũ lưỡi trai màu đỏ và đen, và đeo một cái băng ở má bên trái. Cậu có mắt màu đỏ và khá ngạo mạn. Cậu là người chuyên nghĩ ra những "trò chơi" cho cả nhóm. Vũ khí của cậu là một cái ống hút (vốn là của Blossom). Cậu có biểu tượng là hình tam giác màu đỏ.

#### Boomer (ブーマー, Būmā)
Lồng tiếng: Aoyama Touko (tiếng Nhật), Aidan Drummond (tiếng Anh)
Là thành viên thứ hai của Rowdyruff Boys. Cậu chín chắn hơn nhưng cũng quậy hơn so với bản gốc. Giống Bubbles, cậu có mái tóc màu vàng, các chỏm tóc chĩa sang hai bên, mắt xanh dương, mặc đồng phục cũng màu xanh dương. Vũ khí của cậu là hai cái bông ngoáy tai (vốn đã được Bubbles sử dụng và bỏ đi). Cậu có biểu tượng là hình dấu nhân màu xanh dương.

#### Butch (ブッチ, Bucchi)
Lồng tiếng: Tamaki Yuuki (tiếng Nhật), Kathleen Barr (tiếng Anh)
Là thành viên thứ ba và cũng là cuối cùng của Rowdyruff Boys. Cậu thích chiến đấu nhưng không bằng bản gốc, cũng hay cùng đồng bọn chọc ghẹo mọi người. Cậu có tóc màu đen và buộc ở đằng sau như bản gốc, nhưng phần mái thì chéo xuống và che đi một bên mắt. Như Buttercup, cậu mắt màu xanh lá và mặc đồng phục cũng màu xanh lá. Vũ khí của cậu là chiếc tất bẩn (vốn là của Buttercup) và sử dụng nó như boomerang. Biểu tượng của cậu là hình thoi màu lá.

### Him (カレ, Kare)
Lồng tiếng: Ryusei Nakao (tiếng Nhật), Mark Oliver (tiếng Anh)
Xuất hiện lần đầu ở tập 30, Him là kẻ xấu xuất hiện cuối cùng và là kẻ mạnh nhất trong nhóm nhân vật phản diện, nhưng có một điểm yếu là cái lạnh. Hắn có thể tự tạo ra tia sáng đen và hấp thụ nó.